# Varennes-sur-Tèche

Varennes-sur-Tèche este o comună în departamentul Allier din centrul Franței. În 1 ianuarie 2022 avea o populație de 225 de locuitori.